# Friedrich Wilhelm von Götzen le Jeune
Friedrich Wilhelm von Götzen le Jeune (né le 20 janvier 1767 à Potsdam et mort le 29 février 1820 à Kudowa, arrondissement de Glatz, province de Silésie) est un lieutenant général prussien et gouverneur de Silésie.

## Origine
Friedrich Wilhelm von Götzen appartenait à la branche protestante silésienne des von Götzen. Ses parents sont le comte impérial Friedrich Wilhelm von Götzen l'Ancien, lieutenant général prussien, adjudant général de Frédéric le Grand et gouverneur de Glatz, et Luise, née von Holwede, veuve von Mellin. De son père, il hérite des fiefs d'Obersteine, Scharfeneck (de) et Tuntschendorf dans le comté de Glatz avec son frère Adolf Sigismund (de).

## Carrière militaire

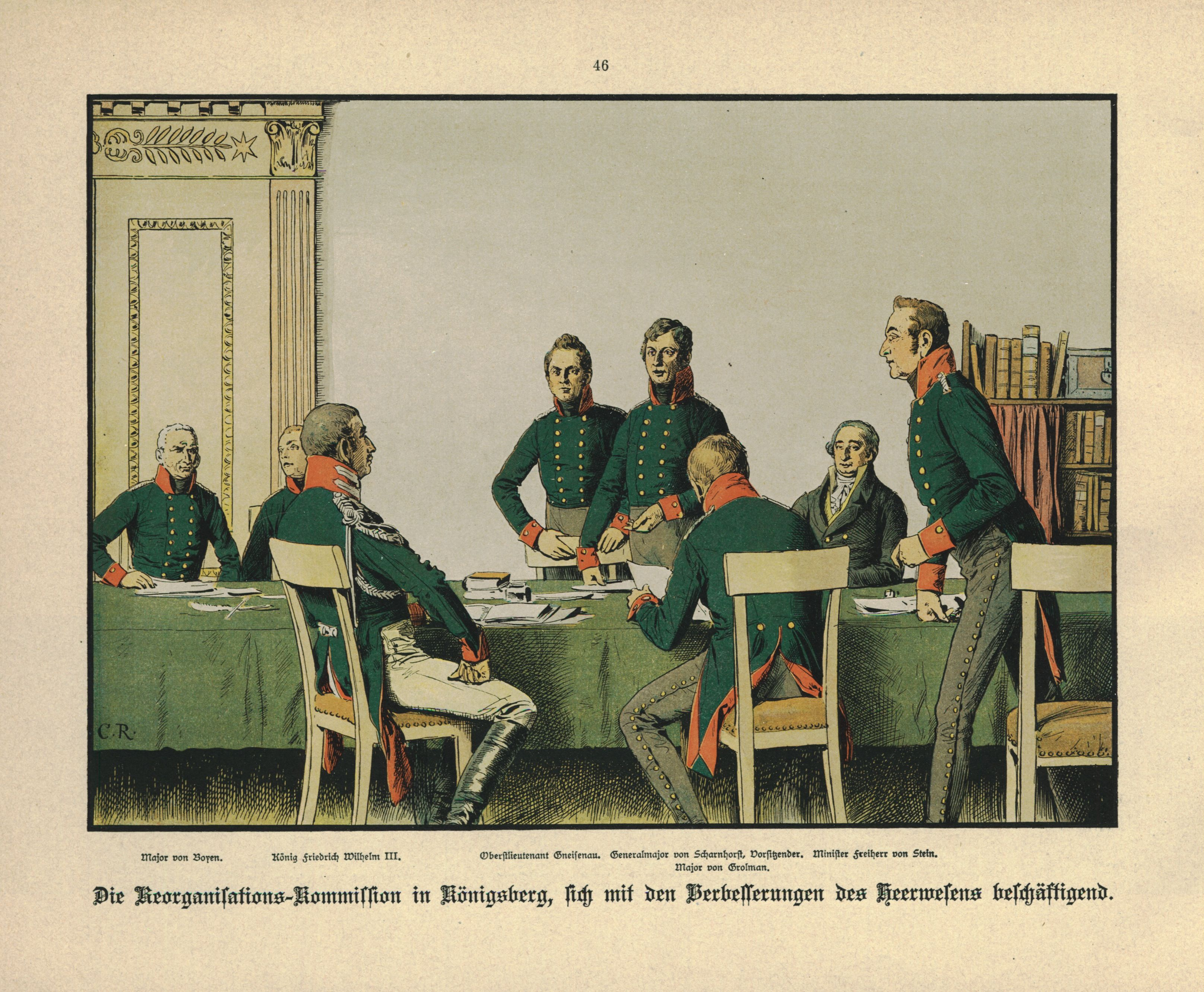
Commission de réorganisation militaire, Königsberg 1807

Friedrich Wilhelm von Götzen le Jeune prête serment le 12 septembre 1781 comme chevalier de l'ordre de Saint-Jean. En 1782, il rejoint le régiment de carabiniers du Corps en tant que Junker et est promu lieutenant deux ans plus tard. En août 1791, il entreprend un voyage dans les montagnes du Harz avec un gentilhomme von Bismarck-Schönhausen, dont il laissa des notes qui se trouvent à Glatz vers 1891. Par décret du cabinet du 3 mai 1794, il est élevé au rang de comte prussien. En 1798, il est capitaine de cavalerie dans le bataillon de hussards du général de division Karl Anton von Bila (de) et devient officier d'état-major en 1801.
En 1804, Götzen devient adjudant du roi de Prusse Frédéric-Guillaume III, qui l'envoie en 1805 avec une mission spéciale à la cour électorale saxonne de Dresde. Il y rencontre l'influent publiciste Friedrich von Gentz, qui l'encourage dans sa volonté de résistance anti-napoléonienne.
En 1806, Götzen est chargé d'organiser la résistance contre les troupes françaises et de défendre la Silésie. À la même époque, le colonel Ferdinand, prince d'Anhalt-Pless, est nommé gouverneur général de Silésie, et Götzen est nommé son adjoint. En raison de la situation militairement désespérée, Götzen tente d'entamer des négociations avec l'Autriche. C'est donc dans la ville bohémienne de Nachod située à environ 45 km à l'ouest de Glatz, qu'il rencontre le 12 janvier 1807, au château de Ratiborschitz (de) de la duchesse de Sagan, Friedrich von Gentz, qui doit servir de médiateur à une conversation avec le ministre autrichien des Affaires étrangères Johann Philipp von Stadion.
Début février 1807, le général Lefebvre-Desnouettes prend Schweidnitz et menace Glatz. Le prince Anhalt-Pless, le gouverneur général, s'enfuit en Bohême et s'installe avec son entourage au château de Nachod (de). Le 13 février, Götzen reçoit l'ordre royal de se rendre immédiatement à Vienne pour entamer des négociations en vue d'une alliance de l'Autriche avec la Prusse. Quatre jours plus tard, Götzen arrive à Vienne, déguisé en coursier. Après un entretien amical avec Stadion, l'empereur François II reçoit l'audience demandée, au cours de laquelle Götzen doit constater que l'Autriche veut rester neutre et ne peut pas être incitée à entrer en guerre contre Napoléon. Après de nouvelles négociations, il obtient toutefois la promesse d'une livraison secrète d'armes, d'uniformes et d'équipements militaires destinés à renforcer la résistance contre les attaques françaises. Le 23 mars, Goetzen retourne à Glatz et reçoit trois jours plus tard la notification de sa nomination au poste de gouverneur général de la province de Silésie.
Depuis la forteresse de Glatz, Götzen oppose une résistance acharnée dans la campagne de Silésie aux troupes de la confédération du Rhin, qui combattent pour la France et commandées par le frère de Napoléon, Jérôme Bonaparte. Par sa conduite de la guerre et ses négociations, il disperse les troupes ennemies et empêcha la remise des forteresses de Glatz, Silberberg et Cosel à l'adversaire jusqu'à ce que la paix de Tilsit la rende caduque. Avant cela, il est promu lieutenant-colonel (15 mai 1807).
Début novembre 1807, Götzen se rend à Memel pour rendre hommage à son roi Frédéric-Guillaume III. Le 16 décembre 1807, il est nommé à la Commission de réorganisation militaire, qui doit rebâtir l'armée et est présidée par le général Scharnhorst. Götzen prend la position de l'opposant à la réforme Ludwig von Borstell et est chargé de réorganiser militairement la Silésie. À Königsberg, où le camp de la cour de Memel a été transféré, le roi lui ordonne d'établir un plan de mobilisation de l'artillerie. Il y a également des entretiens avec le baron vom Stein. En août 1808, il retourne à Glatz et accélère l'agrandissement et la réparation des forteresses silésiennes.

## Retraite
En raison d'une grave maladie et d'épuisement, Götzen, qui est également chevalier de l'Ordre Pour le Mérite, n'est plus en mesure de mener pleinement ses activités officielles à partir de 1809 et se retire à plusieurs reprises à Cudowa au château de son beau-frère Michael von Stillfried, où il rend également visite au général Scharnhorst à plusieurs reprises. En 1810, il reçoit l'ordre de l'Aigle rouge de 3e classe. Avec la promesse d'un réemploi après sa guérison, il reçoit la promesse d'un réengagement après sa guérison, mais reste chef du 2e régiment de hussards.
Goetzen se me une nouvelle fois à la disposition du roi le 15 janvier 1813. Cependant, sa santé ne lui permet plus de servir militairement. Après la division de la Prusse en quatre gouvernements militaires en mars 1813, il est à nouveau nommé gouverneur militaire pour la Silésie, mais doit céder ce poste à August Neidhardt von Gneisenau dès juin 1813. Comme Frédéric-Guillaume III habite du 9 au 29 juin dans le presbytère voisin de Tscherbeney (de), on peut supposer que Götzen participe également aux pourparlers politiques qui s'y déroulent.
Bien qu'il ne soit plus en service actif, Götzen est promu lieutenant général en 1816. En 1819, il acquit - avec son frère Adolf Sigismund von Götzen - la seigneurie de Tscherbeney, qui comprend également Kudowa et le château. Il y cherche du repos pour sa santé affaiblie, mais meurt en 1820 à l'âge de 53 ans. En 1889, l'empereur Guillaume II donne son nom au 6e régiment de hussards. Le régiment est stationné par escadrons en Haute-Silésie depuis 1819 après son retour de l'armée d'occupation en France. À cette époque (1809-1820) Götzen est le chef nominal de l'unité qu'il a créée en 1809. Le régiment est réuni à Leobschütz en 1889. Seul le 3e escadron est resté à Oberglogau, d'où il est transféré après 70 ans dans une nouvelle caserne à Ratibor en 1894.

## Monuments
En son honneur, un monument en forme d'obélisque est érigé à Glatz dans les années qui suivent. Après que la population allemande est expulsée après la Seconde Guerre mondiale et que la Silésie est passée sous administration polonaise, le monument n'est pas détruit, mais repensé de manière à pouvoir servir de monument à l'Armée rouge pendant l'ère communiste qui suit.
À l'occasion du centenaire de la fondation du 6e régiment de hussards, un monument au comte est érigé à Leobschütz le 14 novembre 1908 d'après le projet du sculpteur berlinois Eugen Boermel. La statue montre le lieutenant général dans un uniforme de hussard contemporain avec un étendard de cavalerie. Le monumentest supprimé et mis à la ferraille par les Polonais après 1945.

## Tombe
Comme son frère Adolf Sigismund, qui lui survit 27 ans, Götzen trouve sa dernière demeure dans le cimetière de la chapelle évangélique sur la colline du château de Kudowa. Le cimetière est détruit après la Seconde Guerre mondiale et aplani au début des années 1970. Des parties des tombes des idoles, que l'on croyait disparues, sont retrouvées il y a quelques années sur le terrain du presbytère de Czermna.